# Sérgio Organista
Sérgio José Organista Aguiar (Vila do Conde, 26 agosto 1984) è un ex calciatore portoghese, di ruolo centrocampista.

## Biografia
Suo fratello José Miguel, noto come Miguelito, è anch'egli calciatore, militante attualmente nel Chaves.

## Caratteristiche tecniche
Gioca come mediano.

## Carriera

### Nazionale
Con la Nazionale Under-21 portoghese ha preso parte agli Europei Under-21 2007.